# Кахора-Баса (ГЕС)
15°35′8.42″ пд. ш. 32°42′17.26″ сх. д. / 15.5856722° пд. ш. 32.7047944° сх. д.

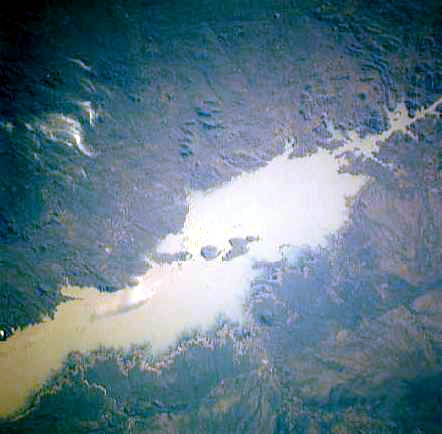
Кахора Басса (водосховище)

ГЕС Кахора-Баса (також відома під тепер неофіційними португальським назвою Кабора-Басса) — велика гідроелектростанція в Мозамбіку, яка виробляє до 90% електроенергії країни. Є також найбільшою ГЕС в Африці по встановленій потужності.
ГЕС потужністю 2075 мегават, побудована на річці Замбезі (провінція Тете) приблизно за 700 км від її гирла. Гребля була побудована з 1969 по 1979 рік. Рік пуску в експлуатацію 1977. Ширина основи 23 м, гребеня 4 м. У розпал будівництва там працювало більше 7.000 чоловік. Рівень води коливається в межах 36 м. Коли в 1973 році була споруджена гребля Кабора-Басса ГЕС, створене нею водосховище було наповнено всього лише за один сезон дощів.
Через 32 роки після проголошення незалежності Мозамбік викупив у Португалії ГЕС Кабора-Басса. Після будівництва греблі було утворено штучне озеро Кахора-Баса.
У 2006 році було вироблено близько 1,920 мегават електроенергії. Для передачі електроенергії побудована високовольтна лінія постійного струму (HVDC-лінія) між гідроелектростанцією Кабора-Басса в Мозамбіку, і Йоганнесбургом, ПАР. Біполярна ЛЕП може передавати потужність до 1920 МВт при напрузі +/- 533 кВ і струмі 1800 ампер.